# János Móré
János Móré, né le 20 juin 1910 à Debrecen en Autriche-Hongrie et mort le 27 décembre 1992 dans la même ville, est un joueur de football international et un entraîneur hongrois, qui évoluait au milieu de terrain.

## Biographie

### Joueur
Il commence par jouer dans l'équipe du Debrecen VSC jusqu'en 1933, année à laquelle il part rejoindre le Ferencváros TC.
Il est également international avec l'équipe de Hongrie et participe à la coupe du monde 1934 et 1938. 

### Entraîneur
Après sa retraite, il s'occupe un temps à entraîner l'un de ses deux anciens clubs, le Debrecen VSC une première fois entre 1943 et 1944, une seconde fois de 1950 à 1952, et enfin une dernière fois entre 1957 et 1959.